# Harald Spens
Gustaf Harald Spens, född 3 augusti 1827 på Grensholmen i Vånga socken, Östergötland, död 26 juli 1914 i Stockholm, var en svensk greve, militär och ämbetsman. Han var son till Carl Gustaf Spens samt far till Carl och Jacob Spens.

## Biografi
Harald Spens avlade studentexamen i Uppsala 1844 och blev 1845 underlöjtnant vid Andra livgrenadjärregementet, för vilket han var överste och chef 1871–1888, samt blev generalmajor i armén 1886. April 1888-maj 1898 var han landshövding i Kronobergs län.
Spens var ordförande i Östgöta hypoteksförenings styrelse 1870–1876, i Kronobergs läns hushållningssällskap 1888–1898 samt i samma läns landsting 1888–1894. Han var under ståndsriksdagstiden ledamot av Ridderskapet och adeln vid riksdagarna 1853/1854, 1862/1863 samt 1865/1866.
Efter representationsreformen invaldes Spens i första kammaren av Östergötlands läns valkrets 1876–1879 och 1900–1907 samt av Kronobergs läns valkrets 1891–1899. Under denna tid var han 1879 och 1892–1898 ledamot av bankoutskottet (vice ordförande 1894–1896, ordförande 1897–1898) samt 1892 ledamot av försvarsutskottet vid urtima riksdagen. Han tillhörde de mest konservativa bland den protektionistiska majoriteten. Spens innehade fideikommisset Höja.
Harald Spens är begravd på Vånga nya kyrkogård.